# Dolichopeza (Dolichopeza) atropos
Dolichopeza (Dolichopeza) atropos is een tweevleugelige uit de familie langpootmuggen (Tipulidae). De soort komt voor in het Australaziatisch gebied.